# تشخیص باکتری توسط نانوذرات مغناطیسی
این کار تشخیص حساس DNA ژنومیک باکتری را با استفاده از روش بدون بستر مبتنی بر نانوذرات مغناطیسی ارائه می‌دهد. برای اولین بار، چنین روشی برای تشخیص یک آنالیت مرتبط بالینی با پیاده‌سازی یک پروتکل پروبیوتیک مولکولی مبتنی بر فاز جامد و تقویت که می‌تواند در ۸۰ دقیقه اجرا شود، به کار گرفته می‌شود. پروتکل تشخیص و تکثیر مولکولی بر روی نمونه‌های حاوی DNA ژنومی خالص شده از سلول‌های اشریشیا کلی ارائه و تأیید می‌شود و نشان می‌دهد که کم‌تر از ۵۰ باکتری را می‌توان شناسایی کرد. این مطالعه استفاده از نانوذرات مغناطیسی تقویت شده با حجم را یک گام به سمت تشخیص‌های عفونی سریع، حساس و انتخابی پیش می‌برد.
تشخیص عفونی بیماری‌ها عموماً با کشت باکتری‌ها انجام می‌شود که فرایندی خسته کننده و زمان بر است. پاتوژن‌های قارچی و باکتریایی با آزمایش بیوشیمیایی یا روش‌های مولکولی پیشرفته تر مانند واکنش زنجیره ای پلیمراز (PCR)کشت و تایپ می‌شوند که می‌توانند برای تایپ ویروسی نیز استفاده شوند. زمان تحلیل استراتژی‌های کشت بسیار طولانی است، و بنابراین پاسخ به بیمار بسیار به تأخیر می‌افتد. PCR یک روش سریع و حساس است اما از کاربر تقاضای زیادی دارد و نسبت به آلودگی‌ها حساس است. علاوه بر این، PCR گران است و بنابراین، به‌طور محدود استفاده می‌شود.

## نحوه تشخیص
حسگرهای زیستی مغناطیسی در سال‌های اخیر به دلیل پایداری فیزیکی و شیمیایی بالا و هزینه بالقوه پایین تولید ذرات مغناطیسی به شهرت رسیده‌اند. اصل آرام سازی براونی یک روش زیست حسگر بدون بستر را تشکیل می‌دهد که در آن نانو ذرات مغناطیسی معلق که رفتار آرام سازی براونی از خود نشان می‌دهند، مجهز به نشانگرهایی برای شناسایی مولکول‌های هدف خاص هستند. اتصال مولکول‌های هدف به پنشانگرها باعث افزایش اندازه هیدرودینامیک نانو ذرات مغناطیسی می‌شود. این امر باعث کاهش فرکانس آرام سازی براونی می‌شود که توسط موقعیت اوج در بخش موهومی (’’m)طیف مغناطش مختلط (m = m′ + im’’)از مهره‌ها تعریف می‌شود، زیرا این فرکانس به‌طور معکوس با حجم هیدرودینامیکی مهره‌ها متناسب است؛ بنابراین یک تغییر فرکانس وجود مولکول‌های هدف را تأیید می‌کند. با نشان دادن مولکول‌های هدف به عنوان کویل‌های DNA به اندازه میکرومتر، فرکانس آرام سازی نانو ذرات مغناطیسی به شدت کاهش می‌یابد. سپس غلظت مولکول‌های هدف را می‌توان به صورت کاهش متناظر دامنه قله آرامش براونی دانه‌های آزاد کنترل کرد. سنجش تشخیص نانو ذرات مغناطیسی تقویت شده با حجم (VAM - NDA)از این استراتژی استفاده می‌کند.
کویل‌های DNA در مجموعه ای از واکنش‌ها تولید می‌شوند که با شناسایی هدف با استفاده از فن آوری نشانگر پدلاک آغاز می‌شوند. نشانگرهای پدلاک الیگونوکلئوتیدهای حدود ۹۰–۷۰ نوکلئوتید هستند که انتهای آن‌ها برای هیبریداسیون سر به دم در یک توالی هدف طراحی شده است.انتهای یک نشانگر به درستی منطبق شده می‌تواند با عمل یک لیگاز DNA به هم متصل شود و در نتیجه به روشی بسیار خاص به یک دایره DNA تبدیل می‌شود.
نشانگرهای واکنش داده شده قالب‌های مناسبی را برای تقویت دایره نورد (RCA)تشکیل می‌دهند، که روشی برای پلیمریزاسیون خطی است که محصولات تک رشته‌ای بلند را ایجاد می‌کند که در کویل‌های به اندازه میکرومتر DNA فرو می‌ریزند. مطالعات قبلی که روش VAM - NDA را توصیف می‌کردند عمدتاً برای مشخص کردن ویژگی‌های سنجش، مانند ویژگی در تولید سیگنال، و همچنین بهینه‌سازی عملکرد سنجش به کار رفته‌اند. در این مطالعه، VAM - NDA برای اولین بار برای تشخیص یک آنالیت مرتبط بالینی (DNA ژنومیک باکتریایی) با پیاده‌سازی یک پروبیوتیک مولکولی مبتنی بر فاز جامد و پروتکل تکثیر مناسب برای ادغام میکروفلوئیدیک به کار گرفته شده است. یک نمونه حاوی DNA ژنومی خالص شده از سلول‌های اشریشیا کلی در ابتدا توسط انکوباسیون کوتاه در دمای بالا تکه‌تکه و دناتوره می‌شود. پس از آن، نمونه در معرض پروتکل تشخیص مولکولی و تقویت قرار می‌گیرد که در شکل ۱ I - V نشان داده شده است. (قسمت ۱)نمونه با نشانگرهای پدلاک و دستگیره ترکیب می‌شود، که DNA هدف را هیبریدی می‌کند، و یک لیگاز نشانگرهای پدلاک با تطابق صحیح را قادر می‌سازد تا دایره ای شوند. (قسمت دوم) نشانگرهای جذب بیوتینیله شده، پس از آن، اجازه جفت شدن با ذرات Dynabead پوشیده شده با استرپتاویدین را دارند، و نشانگرهای پدلاک اضافی بدون مرز شسته می‌شوند. (قسمت سوم) حلقه‌های DNA با RCA تقویت می‌شوند، و (قسمت چهارم) حلقه‌های DNA مقعر سپس به مونومرها هضم می‌شوند. الیگونوکلئوتیدهای تکرار شونده به کویل‌های DNA تک رشته‌ای هیبریده می‌شوند و یک آنزیم اندونوکلئاز محدود در یک موتیف توالی تعریف شده برش می‌خورد. (قسمت پنجم) مونومرها توسط RCA به هم متصل و تقویت می‌شوند تا مجموعه جدیدی از کویل‌های DNA را تولید کنند. پس از آن چرخه (پانل‌های IV - V)تکرار می‌شود اما بدون جذب پروب‌ها و ذرات دی ان ای. به این ترتیب، تعداد سیم پیچ‌های DNA تقویت می‌شود. استراتژی انجام این کار به عنوان تقویت دایره به دایره (C2CA)نشان داده می‌شود و حساسیت سنجش را افزایش می‌دهد. این روش می‌تواند چندین بار انجام شود تا زمانی که تعداد قابل توجهی از کویل‌های DNA تشکیل شوند. حضور سیم پیچ‌های DNA توسط هیبریداسیون نانو مهره‌های مغناطیسی عامل دار شده با اولیگونوکلئوتید به سیم پیچ‌های DNA کنترل می‌شود (قسمت ششم) و حجم هیدرودینامیک مهره‌ها را به شدت افزایش می‌دهد. در یک دستگاه تداخل کوانتومی ابررسانا (SQUID)، این به عنوان یک تغییر بزرگ رو به پایین فرکانس آرام سازی نانو ذرات مغناطیسی هیبرید شده با کویل‌های DNA تشخیص داده می‌شود.
به عنوان یک اثبات مفهوم که رویکرد VAM - NDA می‌تواند برای یک کاربرد بالینی واقعی مورد استفاده قرار گیرد، ما از روش توصیف شده برای تشخیص DNA ژنومی E.coli یک پاسخ نیمه کمی با حد تشخیص حداقل ۵۰ باکتری به دست آمد (شکل ۲)، با استفاده از یک روش پروبیوتیک مولکولی و تکثیر که به حدود ۸۰ دقیقه می‌رسد. این حد از تشخیص برای تشخیص چندین بیماری عفونی مانند عفونت دستگاه ادراری، اسهال و عفونت‌های دستگاه تنفسی مناسب است. PCR کمی (Q - PCR)تکنیک مولکولی مرسوم برای تجزیه و تحلیل DNA پاتوژن است. با این حال، این روش نسبت به آلودگی‌ها حساس است و نیاز به تجهیزات پیشرفته و گران‌قیمت و همچنین پرسنل آموزش دیده برای تفسیر داده‌ها دارد. VAM - NDA پتانسیل زیادی برای خودکار شدن دارد. برخلاف Q - PCR، این روش ایزوترمال است و نیازی به تجهیزات نوری ندارد. راه اندازی فعلی VAM - NDA شامل استفاده ازS SQUID برای اندازه‌گیری خواص مغناطیسی است. اگر SQUID را بتوان با یک سنسور میدان مغناطیسی مینیاتوری روی تراشه با قابلیت اندازه‌گیری مغناطیس وابسته به فرکانس نانو ذرات مغناطیسی جایگزین کرد، به شدت سودمند خواهد بود. ما اخیراً نشان داده‌ایم که اندازه‌گیری حساسیت AC می‌تواند بر روی یک تراشه با استفاده از همان نوع مهره‌های مغناطیسی مورد مطالعه در اینجا انجام شود. در این کار، ما نشان دادیم که حساسیت AC را می‌توان با استفاده از سنسورهای مغناطیسی روی تراشه که در شرایط محیطی عمل می‌کنند، اندازه‌گیری کرد و به‌طور خاص امکان اندازه‌گیری حساسیت بالا حساسیت AC را با استفاده از تراشه حسگر اثر هال مسطح (PHE)نشان داده‌ایم. انتظار می‌رود استفاده از چنین واحد آزمایشگاهی بر روی یک تراشه شامل یک سنسور میدان مغناطیسی مینیاتوری با اندازه متناسب با گروه نانوی مورد بررسی، حساسیت سنجش VAM - NDA را بیش از پیش افزایش دهد. در نهایت، ادغام واکنش‌های مولکولی به یک فرمت میکروفلوئیدیک در تراشه، درجه اتوماسیون و تکرارپذیری را که پارامترهایی مهم برای کاربردهای بالینی هستند، افزایش می‌دهد.